# 雨の賛美歌
「雨の賛美歌」（あめのさんびか）は、1971年1月10日に発売されたジャッキー吉川とブルー・コメッツの楽曲である。作詞はなかにし礼、作曲は井上忠夫による。
この作品は、「さよならのあとで」以降の歌謡曲路線の作品とは違い、揺り戻しが始まったかの如く、エレキギターを前面に押し出した、グループ・サウンズ調の曲に原点回帰している。歌詞もかつてのGS時代に多く見られた、ヨーロッパを想起させるものである。
レコードセールスは3万枚に及ばず、オリコンチャートは最高順位が65位という結果であった。
2000年代に入ってから行っている、オリジナルメンバーによる再結成ライブでは、この「雨の賛美歌」もレパートリーのひとつに加え披露している。
B面は「運命だから」（なかにし礼 作詞、小田啓義 作曲）。歌謡曲的な雰囲気が強い作品である。

## 収録曲
※いずれも作詞：なかにし礼、編曲:森岡賢一郎
1. 雨の賛美歌
  - 作曲:井上忠夫
2. 運命だから
  - 作曲:小田啓義